# Абортус у Аустрији
Абортус у Аустрији је у потпуности легализован од 1. јануара 1975. Елективни абортус се може обавити у болницама за жене током прва три месеца од почетка трудноће, као и касније ако постоји опасност по физичко или ментално здравље труднице, неизлечиви проблем у развоју фетуса или ако је трудница млађа од четрнаест година. Не постоји казна за лекаре који одлуче да не изврше абортус на основу личних или верских убеђења, осим ако је живот жене у питању и изостанак абортуса узрокује смрт труднице. Закон из 1975. штити лекаре који одлуче да не изврше абортусе. Постоји врло мало клиника или болница са могућношћу абортуса ван великих градова, што чини готово немогућим абортус у руралним подручјима. Државни здравствени систем не плаћа абортусе. Године 2000. је стопа била 1,4 абортуса на 1000 жена старости 15—44 године. Абортус у Лихтенштајну је нелегалан па неке жене које одлуче да прекину нежељену трудноћу долазе у Аустрију како би абортирале.

## Историја
Више од једног века аустријска политика је углавном била регулисана законима из 1852. који су криминализовали абортус. Трудница која је добровољно покушавала да прекине трудноћу и доктор који је извршио абортус су се кажњавали затвором до пет година. Међутим, било је неколико законских изузетака: ако је живот труднице у животној опасности или је њено телесно и психичко здравље значајно нарушено продужењем трудноће. Нису постојале казне за абортус ако је трудноћа последица силовања и употребе силе с тим да је само лекару било дозвољено да изврши абортус у овим ретким ситуацијама. Социјалдемократска партија Аустрије је предводила акцију за ублажавање закона о абортусу из 19. века. Посланици су предложили легализацију абортуса током првог тромесечја трудноће 1920. године. Партијски званичници су 1924. изнели нови предлог да се допусти абортус из медицинских, социјалних или еугеничких разлога и препоруке за боље сексуално образовање и изградњу информативних центара. Питање абортуса је добило цео параграф у партијској платформи из 1926. године.